# Kasteel De Mot (Leest)
Kasteel De Mot is een kasteel in de tot de Antwerpse gemeente Mechelen behorende plaats Leest, gelegen aan de Bistveldenstraat 2.

## Geschiedenis
Hoewel de ovale omgrachting zou kunnen wijzen op een oud mottekasteel, wordt algemeen aangenomen dat de naam afkomstig is van Rombaut de la Mot die begin 18e eeuw dit speelhuis bewoonde.
Het kasteel zou in 1784 zijn herbouwd en sterk gewijzigd in het begin van de 20e eeuw. In 1976 kwam ene Jan Peutermans het kasteel bewonen, welke een hondenhotel uitbaatte, wat nogal voor overlast bij de buurt zorgde. In 1979 was het kasteel het toneel van een inbraak en vervolgens werd het getroffen door brand. Het kasteel was verzekerd en werd later herbouwd.